# لاروش، کبک
لاروش (به فرانسوی: Larouche) شهری در منطقه شهری لو افجور-دو-ساگونه ناحیه سگونه-لاک-سن-ژان در استان کبک کانادا است. در سرشماری سال ۲۰۱۱ این شهر ۱٬۰۶۶ نفر جمعیت داشته‌است و مساحت آن ۸۸ کیلومتر مربع است.